# Vatnsnes
Vatnsnes är en halvö som skjuter ut i bukten Húnaflói i Húnaþing vestra på norra Island.   Den ligger i regionen Norðurland vestra, 170 km norr om Reykjavík. Väster om Vatnsnes ligger fjorden Miðfjörður och på östsidan Húnafjörður. Den största orten är Hvammstangi. 
Vatnsnes är fortsättningen av en sammanhängande fjällmassa, Vatnsnesfjall, som går i nord-sydlig riktning och vars högsta topp på halvön är Þrælsfell, 895 meter över havet. På östsidan finns flera dalar, varav de största är Katadalur och Þórgrímsstaðadalur.
Det finns flera sälkolonier utefter kusten,  framför allt vid Illugastaðir på västkusten, vid Hindisvík på halvöns nordspets, samt vid Ósar på östsidan.
Vatnsnes har också flera geologiska sevärdheter, bland annat Borgarvirki och Hvítserkur. Borgarvirki är en vulkanplugg som liknar en befästning och även har använts som en sådan, vilket avslöjas av förstärkningsarbeten som utförts för tusen år sedan i syfte att göra ”borgen” ointaglig. Troligen var det här som Barði Guðmundsson förskansade sig när han låg i fejd med Borgfjordingarna, vilket berättas i Heiðarvíga saga. Hvítserkur är en ur havet uppstickande klippa, som sägs likna en drickande drake, och finns på östsidan nära lagunen Hóp.
Årsmedeltemperaturen i trakten är −1 °C. Den varmaste månaden är juli, då medeltemperaturen är 10 °C, och den kallaste är februari, med −8 °C.

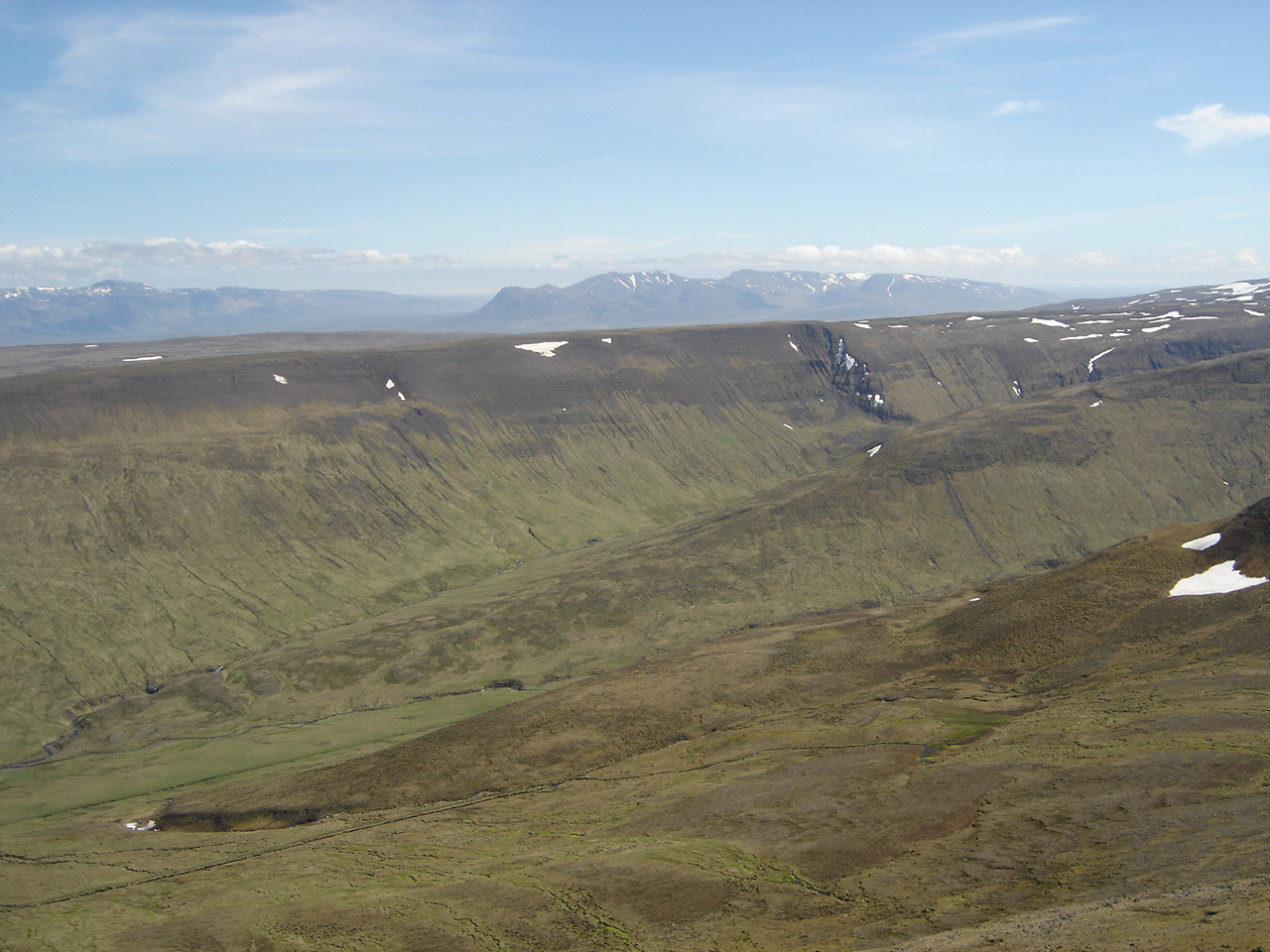
Utsikt över Þorgrímsstaðadalur och Katadalur från Geitafell.
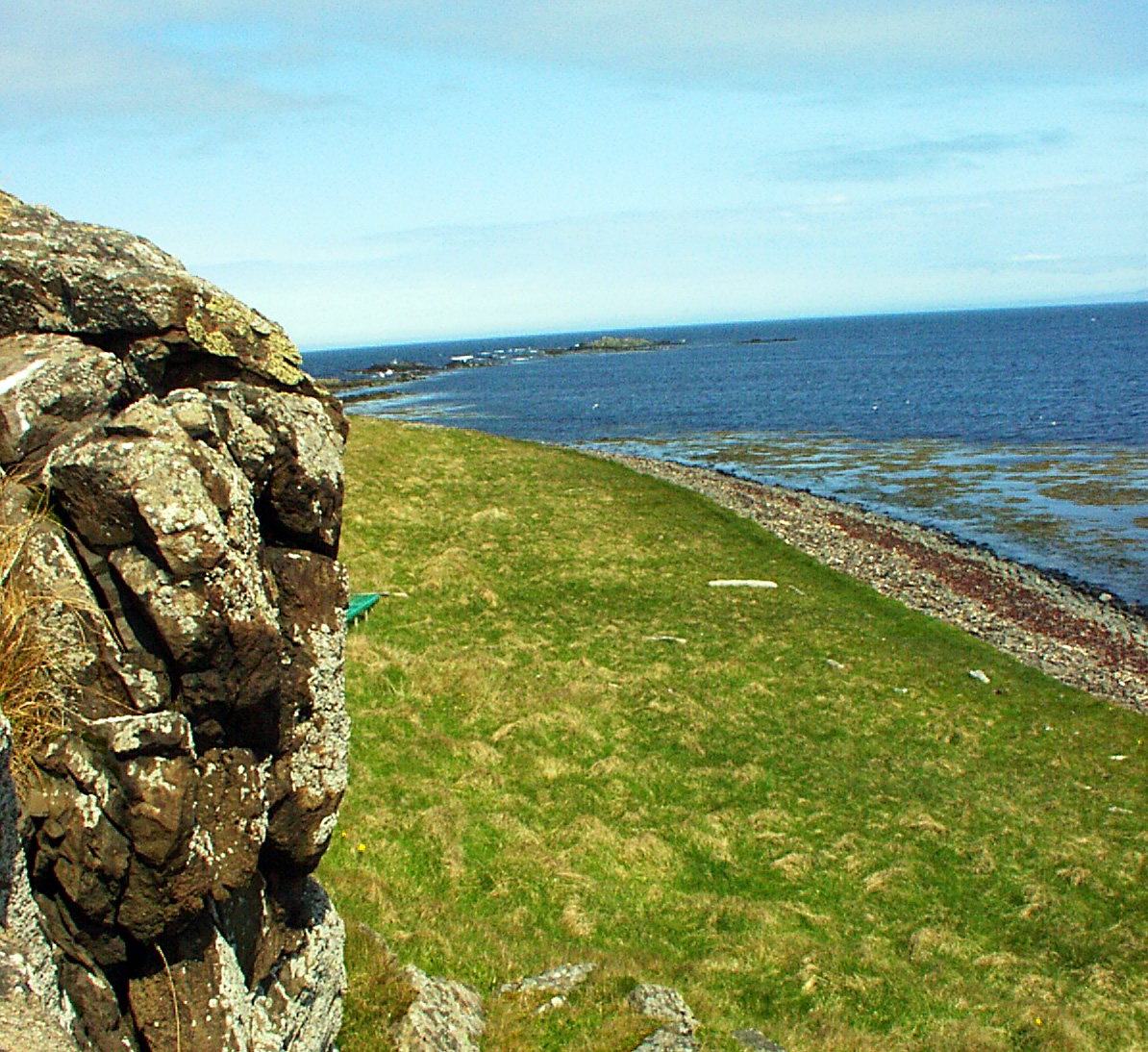
Hindisvík, norra Vatnsnes.
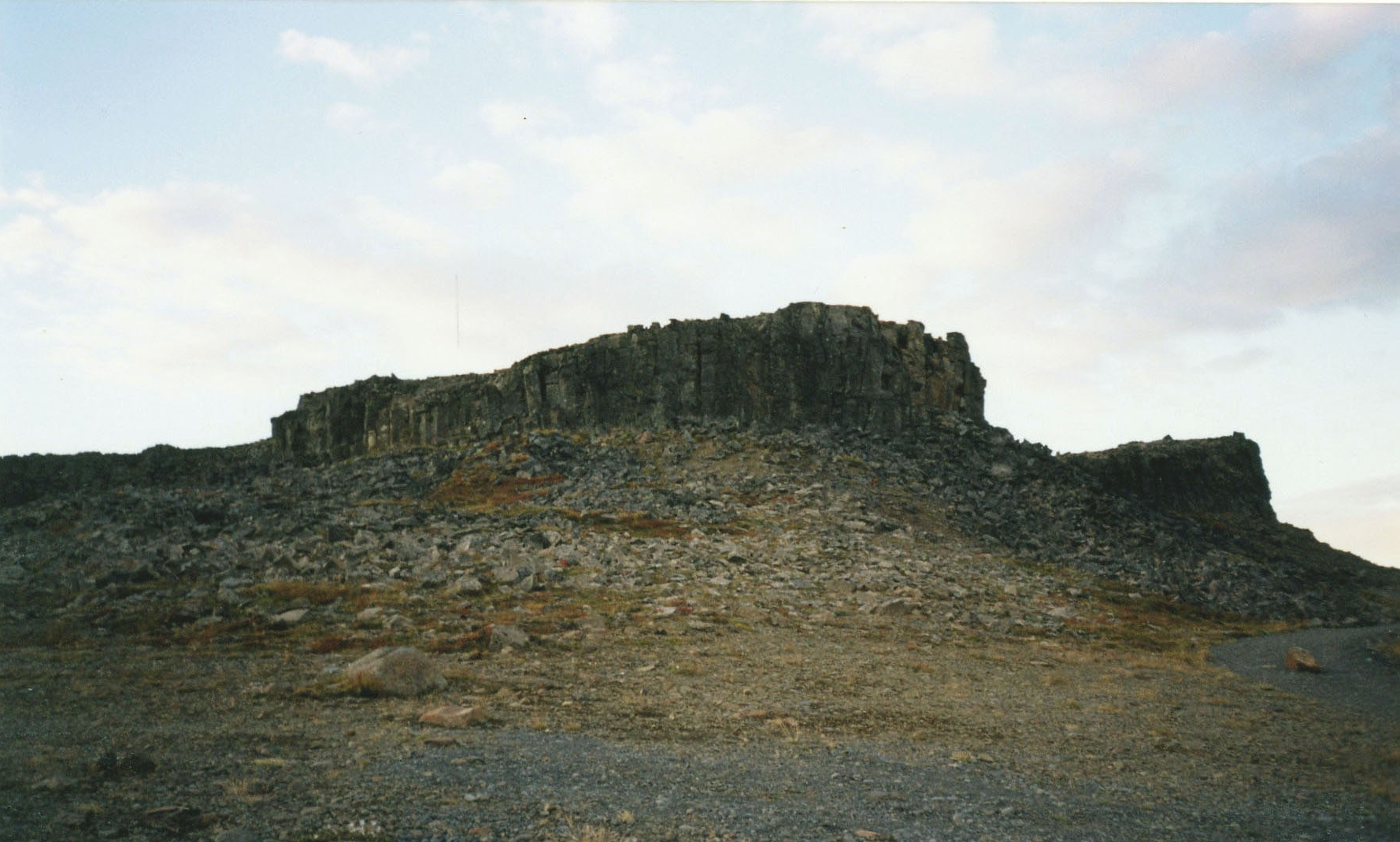
Borgarvirki
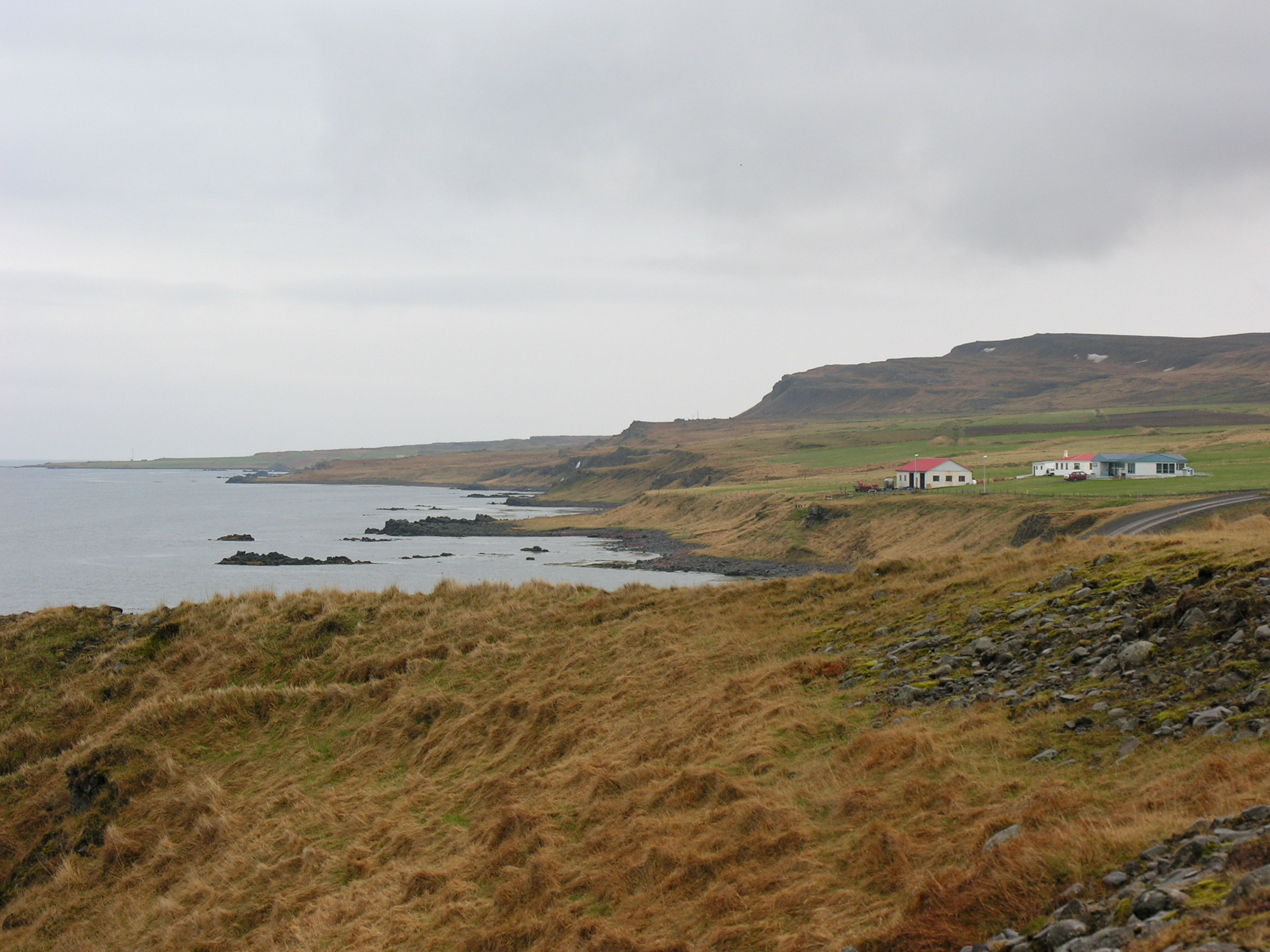
Nära Hvammstangi
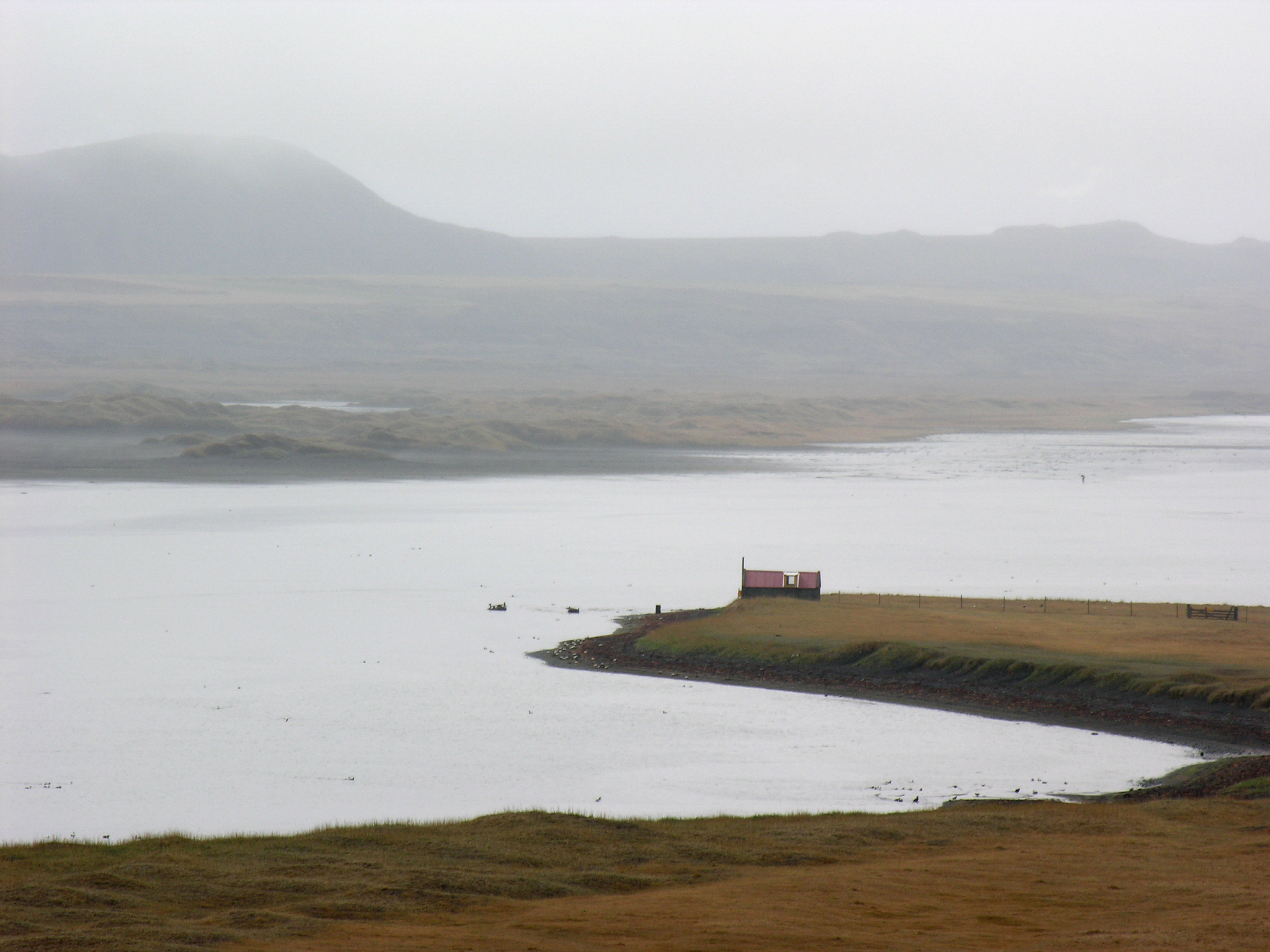
Vesturhópshólar
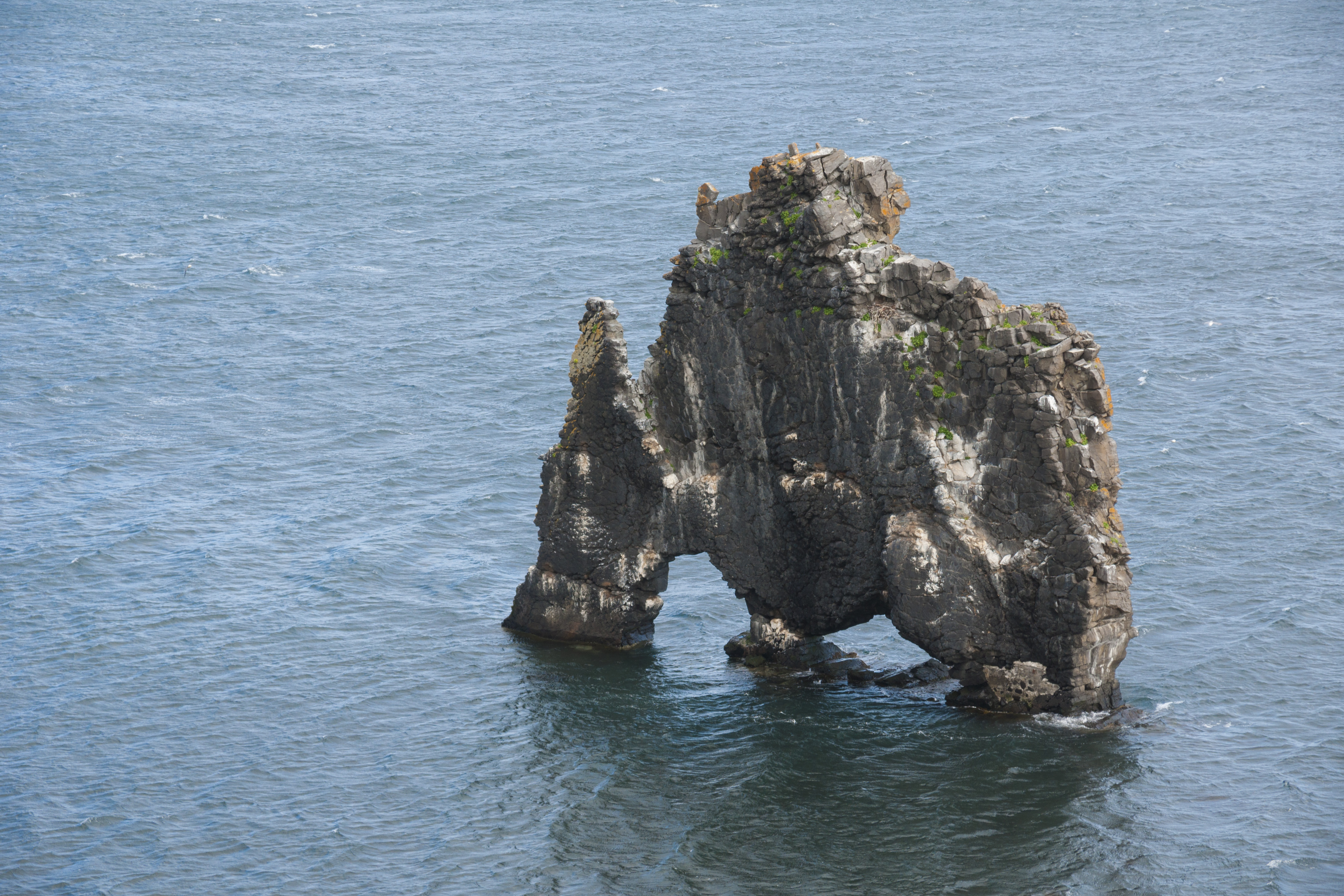
Hvítserkur